# Pseudosphex parallela
Pseudosphex parallela là một loài bướm đêm thuộc phân họ Arctiinae, họ Erebidae.